# Parahydromys asper
Parahydromys asper is een knaagdier uit de muizen en ratten van de Oude Wereld (Murinae) dat voorkomt in de lagere delen van de bergen van Nieuw-Guinea. Het is de enige soort van het geslacht Parahydromys, dat het nauwst verwant is aan Hydromys (Helgen, 2005). Anders dan zijn nauwste verwanten leeft deze soort niet in het water.

## Geschiedenis
Deze soort werd voor het eerst beschreven door Thomas (1906) als Limnomys asper (een nieuw geslacht). De naam Limnomys ("moerasmuis") was echter al eerder (1905) gebruikt voor een Filipijnse rat, zodat Thomas de nieuwe naam Drosomys voorstelde. Door Poche werd echter iets eerder al een andere nieuwe naam voorgesteld, Parahydromys "naast Hydromys". Die naam wordt nu gebruikt. De soortnaam asper betekent trouwens "ruig" en verwijst naar de harde vacht. Stein (1933) suggereerde als eerste dat P. asper oorspronkelijk in het water leefde en pas later naar het land terugkeerde. Rümmler (1938) plaatste hem in Hydromys, maar die mening is niet of nauwelijks gevolgd. Tate (1951) vatte de gepubliceerde informatie over P. asper samen. Hij ondersteunde Steins mening door te wijzen op de specialisaties van de zolen van de voeten, die op die van Hydromys lijken. Sindsdien zijn er nog enkele artikelen gepubliceerd over dit dier.

## Beschrijving
P. asper is een middelgrote, donkerbruine rat met extreem opgezwollen lippen, een harde vacht en lange tastharen. Net als zijn in het water levende verwanten heeft hij zwemvliezen tussen zijn tenen. De rugvacht is bruingrijs, met korte, harde haren. De buik is gebroken wit. De staart is voor de helft wit en eindigt in een borstel van lange haren. De oren zijn klein, maar goed ontwikkeld.
De brede, korte schedel lijkt sterk op die van Hydromys, maar is breder en massiever. De bullae en het neurocranium zijn groot. De basis van het rostrum is opgezwollen. De foramina incisiva zijn zeer kort. De wortels van de voortanden zitten ver uit elkaar, maar de punten groeien naar elkaar toe.
De kop-romplengte bedraagt 210 tot 230 mm, de staartlengte 234 tot 275 mm, de achtervoetlengte 48,8 tot 55 mm, de oorlengte 10,5 tot 15 mm en het gewicht 490 tot 590 gram (gebaseerd op vijf exemplaren; zie Flannery, 1995). Tate (1951) rapporteerde dat het holotype een condylo-incisieve lengte van 46,5 mm, een condylobasilaire lengte van 44,1 mm, een zygomatische breedte van 26,0 mm, een interorbitale breedte van 8.7 mm, een interparietaal van 9,0 mm, een neurocranium van 22,0 mm breed, een mastoïde breedte van 21,8 mm, nasalen van 16,0 mm lang en 5,5 mm breed, een zygomatische plaat van 2,6 mm, een diastema van 12,5 mm, een palatilaire lengte van 23,2 mm, foramina incisiva van 4,0 mm lang en 2,6 mm breed, een fossa mesopterygoidea van 4,4 mm breed, een bulla van 6,2 mm lang, een afstand van 9,5 mm tussen de toppen van de eerste twee bovenkiezen, een eerste bovenkies van 6,8 x 3,4 mm en een tweede bovenkies van 2,9 x 2,8 mm heeft. Het is onbekend hoeveel mammae vrouwtjes hebben.
Volgens Helgen (2005:6) zijn Hydromys en Parahydromys verwant omdat de rugvachten op elkaar lijken, en omdat ze brede rostra, minder gegroefde voorkanten van het palatum, bredere fossae mesopterygoideae en meer massieve zygomata hebben, die minder naar beneden gericht zijn (alles ten opzichte van de Baiyankamys-Crossomys-groep). Ook de morfologie van sperma en phallus en genetische gegevens plaatsen Hydromys en Parahydromys dicht bij elkaar (hoewel in de genetische studies weinig mogelijk verwante geslachten werden geanalyseerd).

## Verspreiding en leefgebied
P. asper is gevonden langs de hele Centrale Cordillera van Nieuw-Guinea, van de Arfakbergen en de Weyland Range in het westen tot Mount Dayman in het oosten, alsmede in het Torricelligebergte in het noorden en op het geïsoleerde Huonschiereiland. Hij leeft waarschijnlijk voornamelijk op rivieroevers, maar is ook gevonden in bossen en tuinen. Het dier komt voor op een hoogte van 700 tot 2200 m. Er is ook een Laat-Pleistocene subfossiele onderkaak bekend uit de Arfakbergen (Aplin et al., 1999). Die is iets groter dan recente exemplaren uit Papoea-Nieuw-Guinea. De soort wordt niet bedreigd.

## Gedrag
P. asper eet regenwormen, wortels en knoppen van paardenstaarten (die hij opgraaft) en mogelijk andere ongewervelden. Er worden meestal twee jongen tegelijk geboren. Volgens de mensen in de Torricellibergen slaapt deze rat in holen of onder rotsen. Als hij verstoord wordt, maakt hij een vreemd zoemend geluid, waarvan het volume ritmisch verandert. Het dier beweegt langzaam. De huid stroopt makkelijk van de staart af. Levende en net dode dieren verspreiden een zeer sterke lucht. Door dit volk, de Olo uit Sandaun Province, wordt hij tumsu genoemd. De Kalam uit Madang Province noemen hem godme, de Daribi uit Chimbu Province bomboro (hoewel dat niet helemaal zeker is). De Indonesische naam is Tikus Air Rambut Kasar.